# Sifangtai
Sifangtai är ett stadsdistrikt i Shuangyashan i Heilongjiang-provinsen i nordöstra Kina.